# Paracles affinis
Paracles affinis là một loài bướm đêm thuộc phân họ Arctiinae, họ Erebidae.